# Kirchdorf (Hallertau)
Kirchdorf (Hallertau) este o comună din landul Bavaria, Germania.
Se află la o altitudine de 412 m deasupra nivelului mării. Are o suprafață de 16,52 km² și 16,49 km². Populația este de 933 locuitori, determinată în 30 septembrie 2019, prin actualizare statistică[*].